# Craig Newmark

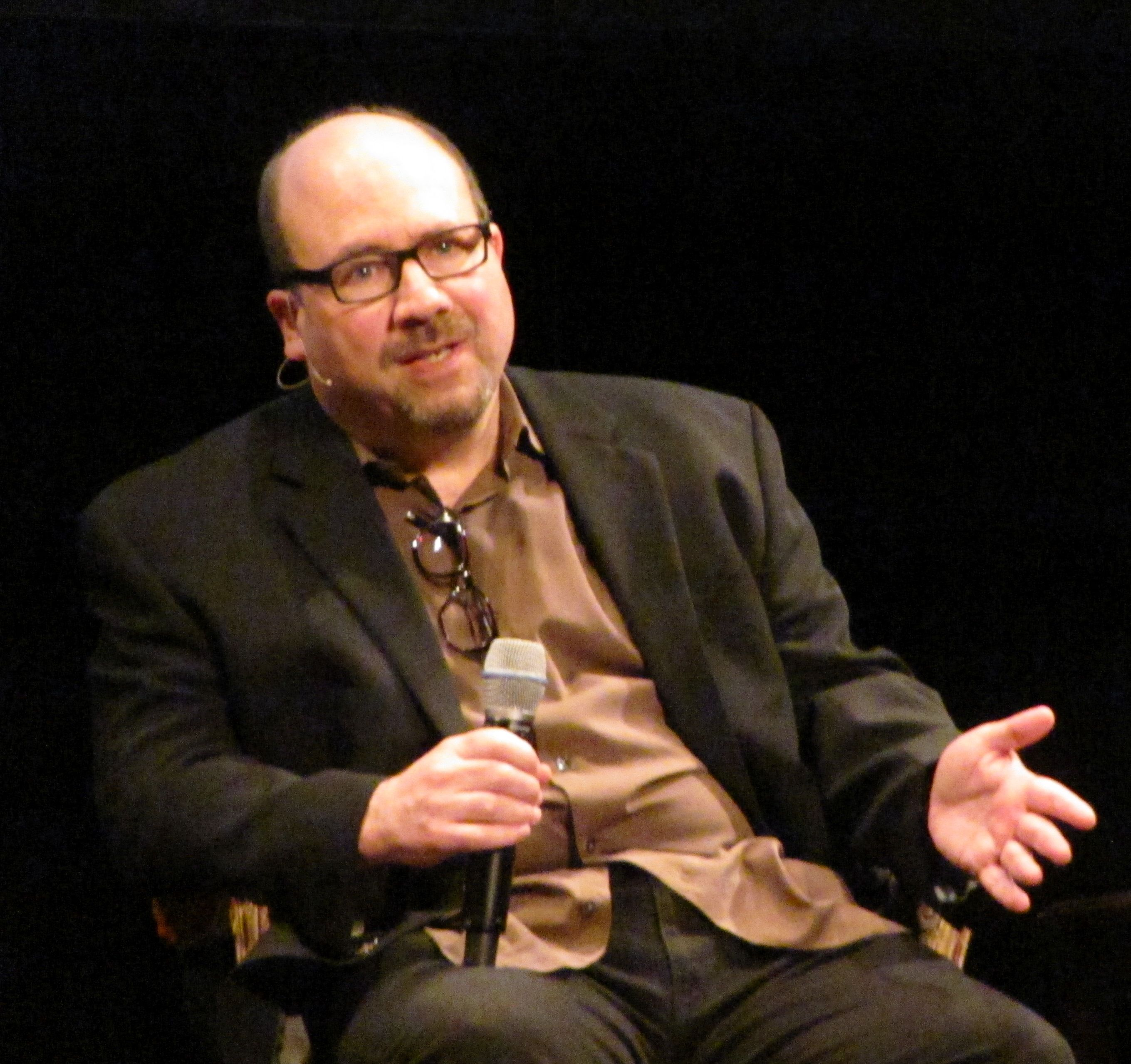
Craig Newmark

Craig Alexander Newmark (6 december 1952, Hillside, New Jersey) is een Amerikaans ondernemer. Newmark is het best bekend als oprichter van de online gemeenschap Craigslist.

## Carrière
Newmark is een fel voorstander van het gratis houden van online diensten. Hij schonk een bedrag van 100.000 dollar aan de non-profit groepering NewAssignment.Net, die van plan is om amateurs en professionals samen te laten werken om onderzoeksjournalistiek te bedrijven op internet.
Newmark woont in Cole Valley in San Francisco, van waaruit hij Craigslist tot een succes maakte. De website is een gecentraliseerd netwerk van online gemeenschappen in de Verenigde Staten, waar advertenties staan die door ieder willekeurig persoon geplaatst kunnen worden, zoals vacatures, huizen, contactadvertenties, aan- en verkoopadvertenties en curricula vitae.
Het Amerikaanse businesstijdschrift Inc. verkoos Craig Newmark in december 2006 tot de negende ‘meest fascinerende entrepreneur’, een lijst waarop ook Martha Stewart, Richard Branson en Michael Dell terug te vinden zijn.
Op 25 april 2009 liet Newmark weten dat hij de seksueel getinte advertenties niet van Craigslist zou verwijderen. Advocaat-generaal Richard Blumenthal van Connecticut had hem gevraagd om afbeeldingen en advertenties die Craigslists websitevoorwaarden schenden, te verwijderen.
In 2012 werd Newmark door de Internet Society geëerd voor zijn bijdrage aan het Internet door opgenomen te worden in de Internet Hall of Fame.